# 奥帕瓦的马丁

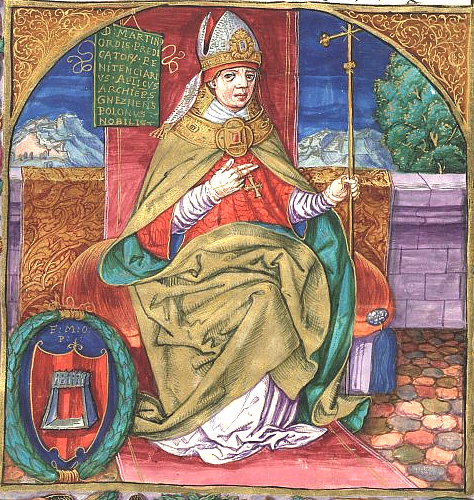

奥帕瓦的马丁是一位13世纪的编年史家。

## 姓名
马丁的拉丁文名字是Frater Martinus Ordinis Praedicatorum，据信他出生于西里西亚小镇奥帕瓦，有时也称为Martinus Oppaviensis、Martinus Polonus，因为他的家乡修道院那时属于波兰。他的德语名字是Martin von Troppau，捷克语名为Martin z Opavy。

## 生平歷略
13世纪中叶开始，他活跃于罗马，为教皇歷山四世及其继任者烏爾巴諾四世、克勉四世、額我略十世、諾森五世、亞德五世、若望二十一世服务。1278年6月23日，尼古拉斯三世在维泰博任命他为格涅兹诺大主教。同年在就职途中于博洛尼亚逝世，并被葬在圣多米尼克教堂。
马丁的拉丁文编年史《Chronicon pontificum et imperatorum》是为教学而编写。它主要是提纲式的叙述，对现代历史学家来说价值有限。但是，它的重要性在于表达内容的方法，这种方法使得历史教学书籍的编写大大的演进。布局方面也显出他的天才；没两页纸叙述50年，每页有50行。左边一页叙述教皇任期内的史实，每行写一年，右边一页叙述皇帝们的作为，两份记录保持严格的平行。这种设计具有革命性，他的同时代人并未意识到这点：许多书不注意页面的编排，于是导致混乱。该编年史影响很大；已知的抄本由400份，之后的许多编年史也受到它的影响。该书还被翻译成多种中世纪语言，包括中古英语和Sébastien Mamerot翻译的老法语的译本。马丁的编年史是关于教皇若望的最有影响的资料，这些文字在最后一版才被加上，可能是在他死后。
马丁的其他著作还有《Promptuarium Exemplorum》。